# Aconitum tanzybeicum
Aconitum tanzybeicum là một loài thực vật có hoa trong họ Mao lương. Loài này được Stepanov mô tả khoa học đầu tiên năm 1993.